# Список персонажів Кіновсесвіту Marvel
Кіновсесвіт Marvel (КВМ) — це американська медіафраншиза та загальний всесвіт, зосереджений на фільмах про супергероїв і телесеріалах з різними титулованими супергероями, незалежно виробленими Marvel Studios і заснованими на персонажах американських коміксів, виданих Marvel Comics. Спільний всесвіт, як і оригінальний всесвіт Marvel у коміксах, був створений шляхом перехрещення загальних елементів сюжету, налаштування, акторського складу та персонажів.

## Центральні персонажі
У фільмах і телесеріалах кіновсесвіту Marvel представлено багато центральних персонажів на всіх етапах. Перші три фази відомі як «Сага нескінченності», за ними слідує четверта фаза, яка є початком "Саги мультивсесвіту".
Перша фаза зосереджена на шести особах, які стають Месниками (Тоні Старк, Стів Роджерс, Тор Одінсон, Брюс Беннер, Наташа Романова, Клінт Бартон) разом з Ніком Ф'юрі, лідером Щ.И.Т. який відповідає за ідею створення команди. Ще одним центральним персонажем є Локі, лиходій, який спочатку спричинив формування Месників, щоб зірвати його плани світового панування.
Друга фаза знову зосереджується на перших Месниках і Ф'юрі разом з новенькими членами команди (Джеймс Роудс, уперше з'явився в Першій фазі, Сем Вілсон, П'єтро Максимов, Ванда Максимова і Віжен). На цьому етапі також представлені Вартові Галактики (Пітер Квілл, Ґамора, Ракета, Ґрут і Дрекс) і Скотт Ленг.
Третя фаза повертає всіх центральних персонажів як першої, і другої фази. Вона починається з того, що фокусується на розділенні оригінальних Месників (як було показано раніше в ранніх фазах) за участю нещодавно доданих супергероїв, таких як Бакі Барнс (вперше з'являється у фазі 1 та фазі 2), Скотт Ленг, Т'Чалла та Пітер Паркер. Походження Ніка Ф'юрі розкрито, і Локі грає більш нейтральну роль у третій фазі. Танос (що був коротко показаний у першій і другій фазах виконує роль головного антагоніста третьої фази. Гоуп ван Дайн (як видно у другій фазі) приєднується до Скотта Ленга як партнерів-супергероїв. Стівен Стрендж і Вонг також представлені як члени нової формації Майстрів містичних мистецтв, які встають на бік Месників і Вартових Галактики, щоб перемогти Таноса. Вартові Галактики отримують нових членів з Мантіс та Небулою (яка спочатку була лиходієм у другій фазі, але пізніше спокутувала себе). Жіночі персонажі також частіше з'являються на екрані протягом третьої фази, особливо в передостанньому фільмі «Месники: Завершення», в якому героїчна роль відводиться Пеппер Паттс (із попередніх фаз), героям Ваканди Окоє і Шурі та Валькірії з Асґарда, а також новітній хедлайнер третьої фази, Керол Денверс. Ця фаза завершує історії Старка, Роджерса, Романової, Локі й Таноса, хоча минулі та альтернативні версії персонажів переходять у наступну фазу.
Четверта фаза починається з вивчення наслідків Саги нескінченності про життя месників, що залишилися, а також з введення нових героїв Шан-Чі,  Місс Марвел,  Вона-Халк, Місячний Лицар,  Америка Чавес, Вічних (Серсі, Ікаріс, Кінґо, Спрайт, Фастос, Маккарі, Друїґ, Ґільґамеш, Аяк і Тена), а також зануритися в передісторію Наташі Романової. Варіанту Локі 2012 року, представленому в «Месниках: Завершення», відводиться центральна роль, що веде до появи мультивсесвіту, що спостерігається та пояснюється Спостерігачем.

## Другорядні персонажі
Нижче наведено додатковий список персонажів, які з'являються в менших ролях, мають значні епізодичні ролі або мають головну роль у кількох ролях.

### Представлено в телевізійному серіалі Marvel
- Едвін Джарвіс (зображений Джеймсом Д'Арсі) був дворецьким і надійним союзником Говарда Старка, і допоміг Пеґґі Картер у її місії очистити ім'я свого господаря, коли Йоганн Феннгофф намагався переконати РСР Старка у зраді. Здобувши жагу до пригод, Джарвіс знову зголосився допомогти Картеру, коли Вітні Фрост загрожувала світу через те, що її поглинула Темна сила. Однак, коли його кохану дружину ледь не вбив Фрост, Джарвіс був змушений переоцінити своє майбутнє. Протягом багатьох років він служив підтримкою в дитинстві Тоні Старка. Коли Джарвіс зрештою помер, молодий Старк віддав йому належне, назвавши свою систему штучного інтелекту Д. Ж. А. Р. В. І. С на його честь. Він заснований на своєму аналозі з коміксів. Вперше він з'явився в серіалі «Агентка Картер», а пізніше повернувся у фільмі «Месники: Завершення». До цього часу Чарлі Кокс зіграв Метта Мердока в різних телесеріалах і в одному фільмі, де відбуваються в КВМ

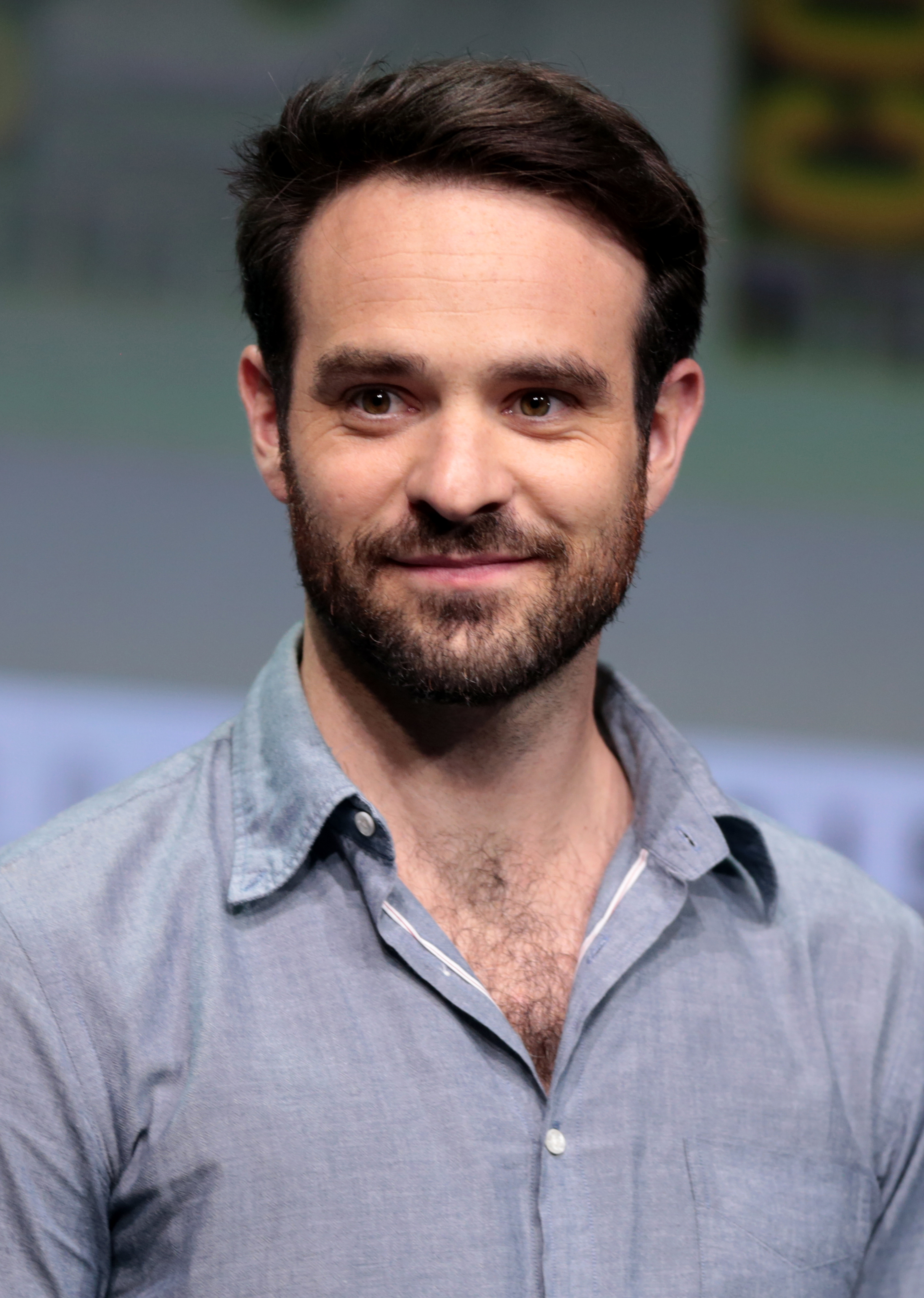
До цього часу Чарлі Кокс зіграв Метта Мердока в різних телесеріалах і в одному фільмі, де відбуваються в КВМ

- Метт Мердок (зображений Чарлі Кокс) — адвокат, який працює в Нью-Йорку, який спеціалізується на юридичному захисті від цивільних осіб, особливо від людей з надзвичайними здібностями. Він також діє як борець зі злочинністю в масці, відомий як Шибайголова, який працює над збереженням порядку та безпеки в місті вночі, зокрема працює в Пекельній кухні, що заважає планам бізнесмена Вілсона Фіска таємно побудувати злочинну імперію. Пізніше він формує групу вуличних героїв разом із Джесікою Джонс, Люком Кейджем та Денні Рендом, які мають намір зупинити злочинну організацію «Рука», коли вони успішно воскресять і озброюють його колишнього союзника і коханця Електру Натчіос. Через деякий час після затримання та викриття Фіска та його дружини він приходить на юридичну допомогу до Пітера Паркера, якого помилково інкримінували у смерті Містеріо в Лондоні. Мердоку вдається зняти з Паркера всі звинувачення, але запевняє його, що це не призведе до зміни громадської думки щодо Людини-павука, а також радить Хеппі Хогану також забезпечити юридичний захист, оскільки федеральні агентства продовжують активну роботу — розслідувати технологію Stark Industries, причетну до інциденту в Лондоні. Поряд з іншим світом, пам'ять Мердока про Паркера назавжди стерта з його підсвідомості, коли Доктор Стрендж успішно переробляє руни Кауф-Каула після битви на острові Свободи та повернення переміщених осіб із мультивсесвіту. Він заснований на своєму аналогу з коміксів. Мердок знявся в серіалах Netflix «Шибайголова» та «Захисники», а також з'явився у другорядній ролі у фільмі «Людина-павук: Додому шляху нема».

## Сприйняття
Зображення адаптованих і оригінальних персонажів у КВМ загалом було сприйнято позитивно, з зображенням головних героїв супергероїв переважно позитивно. IGN вважає: «З героями, починаючи від супершпигунів і суперсолдатів і закінчуючи космічними єнотами, КВМ подарував нам деяких з найбільш пам'ятних чемпіонів в історії кіно». Тим часом сприйняття КВМ зображення його лиходіїв було більш неоднозначним, і деякі ЗМІ ввели термін «проблема лиходія», щоб описати цей недолік. Колайдер описав лиходій як «ахіллесова п'ята» в загальному всесвіті, з Першою фазою і фаза Два найбільш часто критикували за те, що слабкі або ненезабиваемие лиходій. Лиходії третьої фази були визнані покращенням у порівнянні з лиходіями попередніх двох фаз а лиходіїв четвертої фази також отримали похвалу.
Проводячи аналіз лиходіїв КВМ, Майкл Бургін з Paste висловив думку, що «ймовірно, справедливо було б сказати, що їхній послужний список менш відповідав поганим хлопцям, ніж хорошим», вважаючи, що це пов'язано з «небажанням прийняти усталений вигляд і характер лиходія» та відмінності від їх вихідного матеріалу. Анджело Делос Трінос з Comic Book Resources детальніше розповів про це, висловивши думку, що «КВМ широко хвалили за його персонажів та сюжетні лінії», але він «погано поводився з деякими лиходіями та втратив потенціал, який вони мають у коміксах», зауважуючи про втрачений потенціал деяких суперлиходіїв у франшизі в порівнянні з їхніми аналогами з коміксів. Крім того, Лупер описав лиходіїв КВМ як «досить переконливих злочинців», той час як Ерік Діаз з Nerdist описав їх як недооцінених, попри те, що вони є найслабшою частиною франшизи.
Деякі лиходії були сприйняті краще, ніж інші, а Screen Rant детально розповів, які лиходії «любили» та «ненавиділи» шанувальники франшизи. Кароліна Дарні з SB Nation пояснила: «Деякі з лиходіїв — привіт, Vulture — фантастичні. Вони всебічно, у них є глибина, і, здається, є спосіб їхнього божевілля. Потім є інші лиходії. Їхнє походження особливо не пояснюється, ви не зовсім впевнені, що вони роблять — уважно дивіться на вас, Малекіт — і мотивація здається слабкою в кращому випадку»